# Виджаякант
Нараянан Виджаярадж Алагарсвами, более известный под сценическим псевдонимом Виджаякант (там. விஜயகாந்த்; 25 августа 1952, Мадурай, Мадрас — 28 декабря 2023, Ченнаи) — тамильский актёр и политик.

## Биография
Родителями Нараянана Виджаяраджа Алагарсвами (Виджаяканта) были К. Н. Алагарсвами и Андал Ажагарсвами. Виджаякант женился на Премлатхе Виджаякант 31 января 1990 года и имел двоих сыновей, один из которых — актёр Шанмуга Пандиан.
Прежде чем стать политиком, Виджаякант был актёром тамильского кино. Играл роли в боевиках и ряде других жанров. Большинство его фильмов вращались вокруг коррупции, искренности и верности данным обещаниям.
Был лидером оппозиции в Законодательном собрании Тамилнада с 2011 по 2016 год.
В 2022 году Виджаякант был включен журналом The Cinemaholic в число двадцати лучших тамильских актёров всех времён.
Виджаякант скончался в результате пневмонии, вызванной Covid-19 28 декабря 2023 года в возрасте 71 года.